# الحكومة السورية (يوليو 1939)
تشكل مجلس المديرين أو حكومة بهيج الخطيب عقب إلغاء الحياة البرلمانية واستقالة رئيس الجمهورية· تشكل المجلس بالقرارات من 142 ل·ر إلى 146 ل·ر بتاريخ 8 تموز 1939 المنشورة في العدد 28 تاريخ 20 تموز 1939 في الجريدة الرسمية للجمهورية السورية· استقالت حكومة المديرين في 1 نيسان 1941·
المجلس كان عبارة عن مجلس حكم مصغر من التكنوقراطيين المستقلين الغير منتمين لأي حزب.
هي الثامنة في عهد الجمهورية السورية الأولى، وتعرف باسم «حكومة المديرين»، لأنها تشكلت من قبل مديري الوزارات العامين، وكلّف مدير عام وزارة الداخلية برئاسة الوزراء، ورئاسة الدولة السورية أيضًا. خلال فترة تعليق العمل بالدستور بين 1939 - 1941، بناءً على قرار من المفوض الفرنسي، بنتيجة احتجاجات 1939 واستقالة الرئيس هاشم الأتاسي، وتوتر الوضع السياسي العالمي قبيل الحرب العالمية الثانية، لذلك فهذه الحكومة كانت «حكومة تصريف أعمال».
تعاونت الحكومة مع حكومة فيشي المتعاونة مع دول المحور خلال الحرب العالمية الثانية، وسقطت بسقوط حكومة فيشي والمحور في الشرق، مقابل تقدم قوات فرنسا الحرة بقيادة الجنرال شارل ديغول والجيش البريطاني. كانت هذه الحكومة، حكومة إدارية لا سياسية، ولم تقم أو تتخذ أي قرار على العصيد السياسي، بل فرضت على الموظفين الحكوميين الابتعاد عن السياسية، وصرفت كل موظف حكومي انتمى إلى حزب سياسي. تم خلال عهد هذه الحكومة أيضًا اغتيال عبد الرحمن الشهبندر.

## التشكيل الوزاري
تألفت حكومة بهيج الخطيب من الوزراء:
| المنصب                       | الصورة | شاغل المنصب      | الحزب | الحزب | في المنصب من | في المنصب حتى | ملاحظات                        |
| ---------------------------- | ------ | ---------------- | ----- | ----- | ------------ | ------------- | ------------------------------ |
| رئيس الوزراء                 |        | بهيج الخطيب      | مستقل |       | 8 تموز 1939  | 1 نيسان 1941  |                                |
| المدير العام للداخلية        |        | بهيج الخطيب      | مستقل |       | 8 تموز 1939  | 1 نيسان 1941  |                                |
| المدير العام للعدلية         |        | خليل رفعت        | مستقل |       | 8 تموز 1939  | 1 نيسان 1941  |                                |
| المدير العام للمعارف         |        | عبد اللطيف الشطي | مستقل |       | 8 تموز 1939  | 1 نيسان 1941  |                                |
| المدير العام للمالية         |        | حسني البيطار     | مستقل |       | 8 تموز 1939  | 1 نيسان 1941  |                                |
| المدير العام للأشغال         |        | يوسف عطا الله    | مستقل |       | 8 تموز 1939  | 1 نيسان 1941  | [ ملاحظة 1 ] [ 3 ] [ 4 ] [ 2 ] |
| المدير العام للاقتصاد الوطني |        | نوري المدرس      | مستقل |       | 8 تموز 1939  | 1 نيسان 1941  | [ ملاحظة 1 ] [ 3 ] [ 4 ] [ 2 ] |

| سبقه حكومة نصوحي البخاري | الحكومات في سوريا تموز 1939 - نيسان 1941 | تبعه حكومة خالد العظم الأولى |

## الملاحظات
1. 1 2  بعض المصادر متل التاريخ السوري المعاصر والموسوعة الدمشقية تذكر أن يوسف عطا الله شغل منصب المدير العام للاقتصاد الوطني، ونوري المدرس شغل منصب المدير العالم للأشغال. وهو عكس المذكور في كتاب سجل الحكومات والوزارات السورية لمازن يوسف الصباغ.

## روابط خارجية
- الحكومات السورية على موقع رئاسة مجلس الوزراء
- الحكومات السورية على موقع مجلس الشعب السوري
- وزارات الدولة على بوابة الحكومة الإلكترونية السورية
- الوزارات والهيئات الحكومية على موقع مجلس الشعب السوري